# Akashagarbha

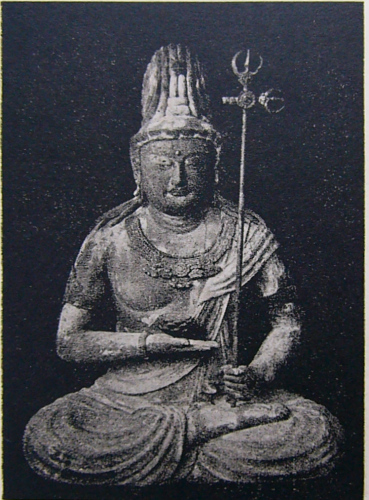
Akasagarbhastatue im Sing-ji-Tempel, 9. Jahrhundert.

Akashagarbha Bodhisattva (Sanskrit आकाशगर्भ बोधिसत्त्व, Ākāśagarbha bodhisattva; chinesisch 虛空藏菩薩, Pinyin Xūkōngzàng púsà; jap. 虚空蔵菩薩, Kokūzō bosatsu; kor. 허공장보살, Heogongjang bosal; tib. ནམ་མཁའི་སྙིང་པོ།, nam mkha'i snying po), zu Deutsch „Bodhisattva des Raumes“, so genannt, weil seine Weisheit und sein Glück so weit reichen wie die Unendlichkeit des Universums, ist eine zentrale Figur im Shingon-Buddhismus als auch im Nichiren-Buddhismus und einer der acht großen Bodhisattvas des Mahayana-Buddhismus. Er ist auch bekannt als der Zwillingsbruder des Bodhisattva Ksitigarbha und ist oft dargestellt mit einer Krone, bestückt mit Diamanten, die die fünf Weisheiten darstellen. In seiner rechten Hand hält er das Schwert der Gerechtigkeit, in seiner linken Hand eine Lotosblüte und einen Edelstein. Die Lotosblüte steht in diesem Fall für gute Umstände und der Edelstein für die Erfüllung von Wünschen.